# Melbourne (Ausztrália)
Melbourne (IPA: [mɛlbərn], helyileg [mɛɫbn̩]) ausztrál város, Victoria állam fővárosa, Ausztrália és Óceánia legnépesebb városa. Melbourne a szűkebb városközpont és az azt körülölelő 9992,5 km2-es agglomeráció neve is. A város a Port Phillip-öböl partján, a Dandenong- és Macedon-helységek és a Mornington-félsziget és Yarra-völgy között fekszik. A Melbourne-i agglomeráció 31 településének népessége 4 725 316 fő.
Az Economist hetilap Economist Intelligence Unit 2017-es rangsora szerint a világ legélhetőbb városa már hetedik éve.

## Éghajlat
| Hónap                          | Jan. | Feb. | Már. | Ápr. | Máj. | Jún. | Júl. | Aug. | Szep. | Okt. | Nov. | Dec. | Év   |
| ------------------------------ | ---- | ---- | ---- | ---- | ---- | ---- | ---- | ---- | ----- | ---- | ---- | ---- | ---- |
| Rekord max. hőmérséklet (°C)   | 45,6 | 46,4 | 41,7 | 34,9 | 28,7 | 22,4 | 23,3 | 26,5 | 31,4  | 36,9 | 40,9 | 43,7 | 46,4 |
| Átlagos max. hőmérséklet (°C)  | 26,3 | 26,6 | 24,4 | 21,0 | 17,5 | 14,8 | 14,2 | 15,7 | 17,7  | 20,1 | 22,6 | 24,4 | 20,4 |
| Átlagos min. hőmérséklet (°C)  | 15,6 | 16,0 | 14,5 | 11,8 | 9,8  | 7,9  | 7,1  | 7,8  | 9,2   | 10,6 | 12,6 | 14,1 | 11,4 |
| Rekord min. hőmérséklet (°C)   | 5,5  | 4,5  | 2,8  | 1,5  | −1,1 | −2,2 | −2,8 | −2,1 | −0,5  | 0,1  | 2,5  | 4,4  | −2,8 |
| Átl. csapadékmennyiség (mm)    | 45   | 40   | 41   | 50   | 47   | 47   | 45   | 51   | 53    | 59   | 63   | 64   | 603  |
| Havi napsütéses órák száma     | 267  | 229  | 223  | 186  | 143  | 120  | 136  | 164  | 183   | 223  | 225  | 264  | 2363 |
| Forrás: Bureau of Meteorology. |      |      |      |      |      |      |      |      |       |      |      |      |      |

## Történelem
A város alapítója egy valamikori fegyenc fia, aki a régi fegyenctelep helyén egy új várost akart építeni – sikerült neki. Melbourne gyors fejlődéséhez az is hozzájárult, hogy Victoria aranymezőire csak úgy tódultak az 50-es években a gazdagságra vágyók. Az aranyláz és a letelepedők eredményezték végül a gazdaság fellendülését is. A 19. század végére pedig Melbourne lett Ausztrália ipari és pénzügyi fővárosa.
1835-ben a város neve: Port Phillip.
1851-ben a város Új-Dél-Wales fővárosa lesz, és megérkezik az első nem elítélt család is a városba.
1913-ban Canberra lesz a szövetségi főváros. A kormány még 1927-ig a városban marad.
1956-ban itt rendezték meg a nyári olimpiát.

## Városrészek
A város 4 részre bontható. Üzleti központja a Collins street, itt találhatók a bevásárlóközpontok, keletre a parlamenti negyed, déli részen a művészek „otthona”, illetve a Swanston Street negyed, ahol a városháza, és más jelentős középület található. Innen a gépjárműforgalom is ki van tiltva. Mindezt igazán széppé a sok park és kert teszi, amelyek jelentős területeket foglalnak el a város központjában is.

## Közlekedés
Melbourne azon kevés ausztrál nagyvárosok közé tartozik, amely a kiépített tömegközlekedési eszközei mellett megengedheti magának az autós közlekedést is. Széles autóutak, modern autópályák teszik lehetővé a zavartalan gépjárműforgalmat. A város központjából az ország minden irányába indulnak főutak. Melbourne külső negyedeit a Hume, a Princess Hwy, valamint az ezeket összekötő Western Ring Road szeli át.

### Kerékpárral Melbourne-ben
Mivel a város alapvetően dimbes-dombos területen helyezkedik el, így a kerékpár kiváló sporteszköznek számít. Sokan napi közlekedésre is használják, de aki a sík terephez szokott, annak ez elég megerőltető lehet.
A metrón (amit Melbourne-ben train-nek, vagyis vonatnak hívnak, mert szinte mindenhol a felszínen megy) lehet kerékpárt is szállítani, de a csúcsforgalomban nem igazán illik, és aki teheti (majdnem mindenki), az ezt be is tartja.

## Oktatás
- A Melbourne-i egyetemet 1853-ban kezdték el építeni.
- A La Trobe egyetemet 1964-ben nyitották meg Bundooraban.
- A Monash egyetemet Claytonban 1958-ban hozták létre.

## Szórakozás
A város egész évben kínál kikapcsolódáshoz, szórakozáshoz különböző programokat. Melbourne Ausztrália művészeti központja, itt tartják a Nemzetközi Művészeti fesztivált és a Moombát is. Az állam színházi társulatainak otthona, a 'Victoria Arts Centre, a Melbourne Concert Hallban található. Rendszeresen tartanak szabadtéri előadásokat is a nagyobb kertekben, parkokban, amelyek időpontjait sok esetben a naplemente idejére teszik. A város műsorfüzete az AGE, ami hetente jelenik meg, részletes információval látja el a tájékozódni vágyó olvasót a heti programokból.

## Vásárlás
Betekintés a Központi Üzleti Negyedbe, valóságos kánaán azok számára, akik vásárolni szeretnének. Itt megtalálhatók a város legjobb árkádjai és malljai. Ezek közül kiemelten jó a Bourke Street Mall, a Myer Melbourne, a Daimaru vagy a David Jones. Úgy a belvárosban, mint a külsőbb kerületekben kiépültek a bevásárlóutcák, ahol szintén bármit megtalál a vásárló. Speciális árukészletért a High Street régiségboltjaiba, vagy a Galleria Shopping Plazába érdemes benézni, a kínai árucikkeket a Victoria Streeten tudjuk beszerezni, míg a zsidó ételkülönlegességeknek, csemegéknek a Carlisle Street ad otthont. Melbourne-ben számtalan piac működik, amik közül talán kiemelhető a Camberwell negyedben található "alig" használtcikk piac.

## Gazdaság
A városban hajógyártás folyik a Port Phillip-öbölben. Elektronikai eszközöket, textiliákat, papírt, ruhákat is készítenek.

## Látnivalók
- Rialto Towers, a déli félteke legmagasabb irodaépülete
- Eureka Tower, Melbourne legmagasabb épülete
- Australian Gallery of Sport and Museum, kiállítás az összes sportág történelmi múltjáról
- Melbourne-i krikettstadion, az ország első számú sportstadionja, illetve kulturális jelképe.
- Royal Botanic Gardens
- Kings Domainről, hatalmas kiépített parkterület, (valamikor mocsár volt a helyén) itt található Victoria állam kormányzójának az épülete is.
- Rippon Lea kastély
- Királyi Kiállítási Épület
- Carlton-kert

## Sport
A városban, ahogy egész Ausztráliában is, igen népszerű sport a krikett. Melbourne a székhelye a világ legerősebb krikettbajnokságai közé tartozó Big Bash League két csapatának, a Melbourne Starsnak és a Melbourne Renegadesnek is.

## Testvértelepülések
- Oszaka, Japán (1978)
- Párkány, Szlovákia (1980)
- Szaloniki, Görögország (1984)
- Boston, Egyesült Államok (1985)
- Szentpétervár Oroszország (1989)
- Milánó, Olaszország (2004)
- Galle, Srí Lanka (2005)
- İzmir, Törökország (1992)